# Rue Pierre-Bonnard
La rue Pierre-Bonnard est une voie du 20e arrondissement de Paris, en France.

## Situation et accès
La rue Pierre-Bonnard est une voie située dans le 20e arrondissement de Paris. Elle débute au 13, rue Galleron et se termine au 28, rue Florian.

## Origine du nom

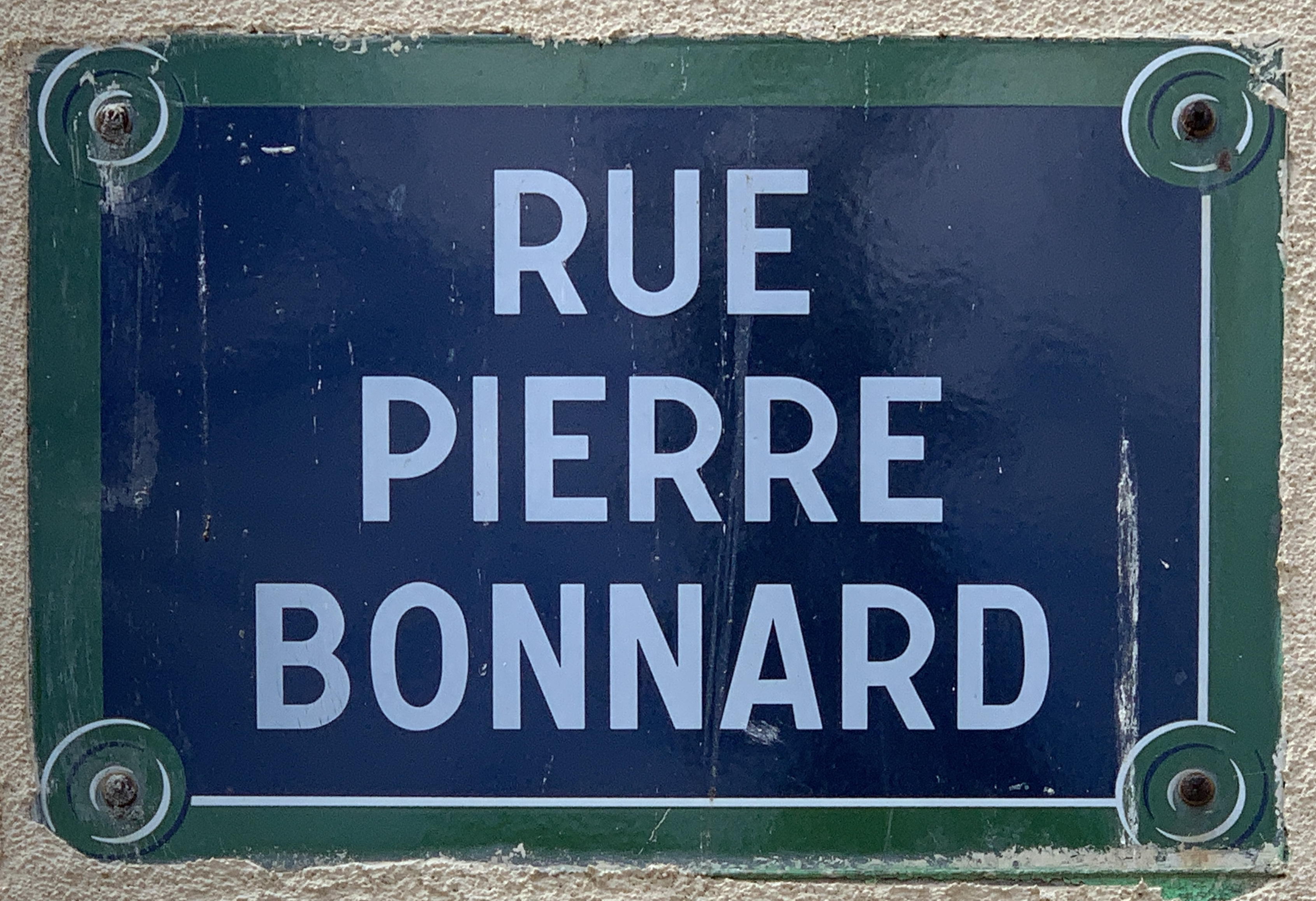
Plaque de la rue.

Elle porte le nom du peintre, aquarelliste, dessinateur, graveur et affichiste français Pierre Bonnard (1867-1947).

## Historique
La voie est créée dans le cadre de l'aménagement de la ZAC Ancien Village de Charonne sous le nom provisoire de « voie CX/20 » et prend sa dénomination actuelle par un arrêté municipal du 25 mars 1988.